# Longischistura
Longischistura is een monotypisch geslacht van straalvinnige vissen uit de familie van de bermpjes (Nemacheilidae).

## Soort
- Longischistura striata (Day, 1867)